# Nachal Gamal
Nachal Gamal (hebrejsky: נחל גמל) je vádí v Horní Galileji, v severním Izraeli.
Začíná v nadmořské výšce přes 900 metrů na západních svazích hory Har Cafrir na západním okraji města Bejt Džan a jeho čtvrti Šchunat Chajalim Mešuhrarim určené pro drúzské vojenské vysloužilce. Nachází se tu vyhlídkový bod a starý objekt vinařského lisu Gat Chalat Ajid (גת ח'לת עייאד). Vádí pak směřuje k západu zalesněným údolím, kde se nachází pramen Ejn Gamal (עין גמל) a o něco níže po proudu další pramen Ejn Jarkat (עין ירקת), arabsky Ejn al-Varka. Vádí prudce klesá a ústí zprava do toku Nachal Peki'in nedaleko jižního okraje města Peki'in.